# Zoran Zaev

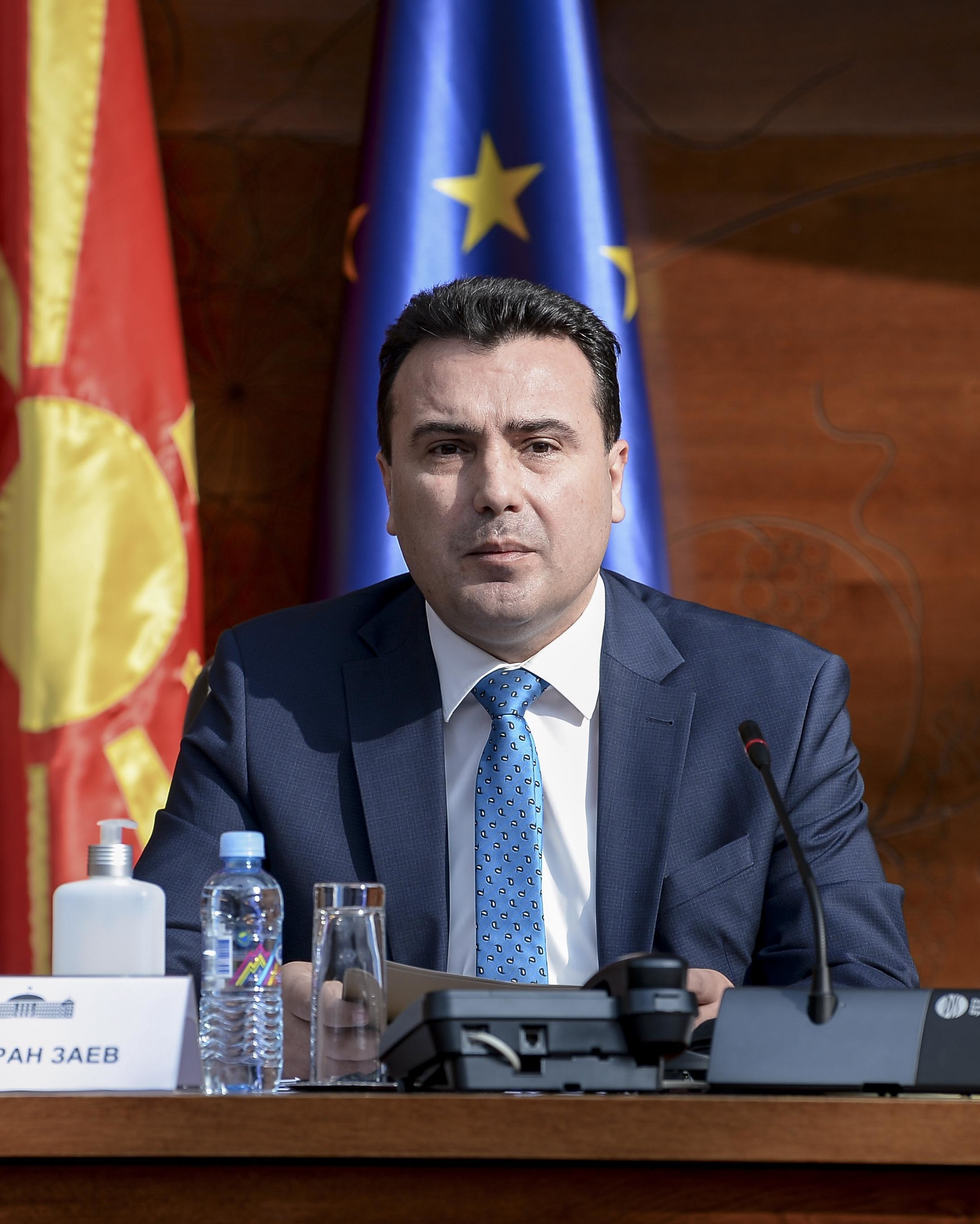
Zoran Zaev (2021)

Zoran Zaev (mazedonisch Зоран Заев; * 8. Oktober 1974 in Strumica, SFR Jugoslawien) ist ein nordmazedonischer Politiker (SDSM). Er war vom 31. Mai 2017 bis 3. Januar 2020 und vom 31. August 2020 bis 16. Januar 2022 Ministerpräsident seines Landes.

## Leben
Zoran Zaev wuchs zusammen mit seinem jüngeren Bruder in einem traditionell und landwirtschaftlich geprägten Elternhaus auf. Nach seiner Schulzeit studierte er und erwarb 1997 einen ersten Abschluss in Wirtschaftswissenschaft an der Universität Skopje. Danach absolvierte er einen Master-Studiengang in Geldtheorie an derselben Universität. Anschließend begann er im Unternehmen seines Onkels zu arbeiten.

### Politische Karriere
Seit 1996 ist Zaev Mitglied der Sozialdemokratischen Liga Mazedoniens (SDSM). In den Jahren 2003 bis 2005 war er Abgeordneter des mazedonischen Parlaments, von 2005 bis 2016 war er Bürgermeister seiner Geburtsstadt Strumica.
Im September 2008 wurde er als Nachfolger von Radmila Šekerinska Parteivorsitzender der SDSM. Er galt als Übergangskandidat, dem im Mai 2009 Branko Crvenkovski nachfolgte, als dessen Amtszeit als Präsident Mazedoniens endete. Zaev war seitdem stellvertretender Vorsitzender der SDSM und seit 2013 deren Vorsitzender.

### Ministerpräsident
Im Zuge der politischen Krise Mazedoniens gab es nach der Parlamentswahl 2016 einen sehr knappen Sieg für die regierende VMRO-DPMNE von Nikola Gruevski, und nachdem andere Parteien keine Koalition mit dieser Partei hatten eingehen wollen, verschärfte sich die Krise weiter. Diese Lage des Parlaments in der Schwebe wurde dann entschärft, indem die bis dahin oppositionelle Sozialdemokratische Liga Mazedoniens (SDSM) von Zoran Zaev einen Koalitionsvertrag mit den kleineren, ethnisch-albanischen Parteien unterschrieb. Die Koalitionspartner einigten sich auf Talat Xhaferi als künftigen Parlamentspräsidenten, den ersten in der Geschichte Mazedoniens aus der albanischen Bevölkerungsgruppe. Kurz nach seiner Wahl am 27. April 2017 drangen Demonstranten, angeführt von Politiker der VMRO-DPMNE und serbisches Botschaftspersonal, gewaltsam in das Parlament ein, um gegen Besetzung des Amtes durch einen Albaner zu protestieren. Dabei wurde unter anderem Zoran Zaev schwer verletzt und er suchte Schutz in der bulgarischen Botschaft. Am 31. Mai 2017 wurde Zaev von 62 der 120 Parlamentsabgeordneten zum neuen Ministerpräsidenten gewählt.
Seine Arbeit als Regierungschef war vor allem durch Bemühungen geprägt, das Verhältnis zu den Nachbarländern Bulgarien und Griechenland zu entspannen, um so den Beitritt Mazedoniens zur EU und zur NATO zu beschleunigen. Durch die verbesserte Zusammenarbeit mit den Nachbarn innerhalb Europas und im westlichen Bündnis hofft man, die Probleme im eigenen Land besser lösen zu können. Mit dem Nachbarland Bulgarien wurde ein Freundschafts- und Nachbarschaftsvertrag unterzeichnet. Der Namensstreit mit dem Nachbarland Griechenland wurde durch das Prespa-Abkommen beigelegt; am 12. Februar 2019 trat die Namensänderung in Kraft. Für seine erfolgreichen diplomatischen Bemühungen um die Beilegung des Namensstreits zwischen den beiden Ländern wurden Zaev und sein griechischer Kollege Alexis Tsipras auf der Münchner Sicherheitskonferenz 2019 mit dem Ewald-von-Kleist-Preis geehrt. Mit derselben Begründung wurden die beiden Politiker 2020 auch mit dem Internationalen Preis des Westfälischen Friedens ausgezeichnet, der wegen der COVID-19-Pandemie erst im August 2021 verliehen wurde.
Da die EU-Staats- und -Regierungschefs trotz der Beilegung des Namensstreits und der verbesserten Beziehungen zu Bulgarien wegen des Vetos Frankreichs (zuerst Reformen innerhalb der EU, dann Erweiterung) nicht wie zuvor erwartet Verhandlungen über einen EU-Beitritt von Nordmazedonien aufnahmen, geriet Zaevs Regierung innenpolitisch in die Kritik. Im Oktober 2019 kündigte er deshalb seinen Rücktritt sowie Neuwahlen an. Gleichzeitig wurde die Umsetzung des Freundschaftsvertrages mit Bulgarien ausgesetzt, um innenpolitisch nicht weitere Angriffsfläche für die Opposition zu bieten. Am 3. Januar 2020 trat Zaev dann zurück und das Parlament wählte noch am gleichen Tag einstimmig eine Übergangsregierung unter Einbeziehung von Oppositionsmitgliedern und geführt vom bisherigen Innenminister Oliver Spasovski. Die Parlamentswahl in Nordmazedonien 2020 fand wegen der COVID-19-Pandemie in Nordmazedonien statt am 12. April 2020 erst am 15. Juli 2020 statt. Die SDSM erhielt 35,89 % der Stimmen und wurde stärkste Kraft vor der VMRO. In der Nacht zum 31. August 2020 wurde Zaev erneut zum Ministerpräsidenten Nordmazedoniens gewählt. Er regierte mit seiner sozialdemokratischen SDSM in einer Koalition mit drei Parteien der albanischen Minderheit sowie weiteren kleinen Parteien. Im Koalitionsvertrag wurde dazu festgehalten, dass die letzten 100 Tage die Regierung anstatt von Zaev von einem Albaner angeführt werden sollte.
Die fehlende Umsetzung des Freundschaftsvertrages seitens Nordmazedoniens führte im November 2020 dazu, dass sich die bulgarische Regierung unter Bojko Borissow gegen die Aufnahme von Beitrittsverhandlungen aussprach. Der Versuch Zaevs, mit Kompromissvorschlägen und Tabubrüchen die Beziehungen zu Bulgarien zu verbessern und die bulgarische Blockade dennoch zu überwinden, scheiterte. Dabei sprach er noch als Erster Politiker Nordmazedoniens im Einklang mit dem Freundschaftsvertrag, über eine gemeinsame Geschichte mit Bulgarien, sich für den Abbau des Feindbildes Bulgariens in den nordmazedonischen Schulbüchern aus, bezeichnete die bulgarische „Besatzung“ im Zweiten Weltkrieg als Administration und verwendete dabei nicht den seit dem Kommunismus etablierten Begriff faschistische Okkupation der Bulgaren. Weiter sprach Zaev als erster Regierungsvertreter des Staates von in Nordmazedonien lebenden Bulgaren. Seine Aussagen wurden in Nordmazedonien als Angriff auf die nordmazedonische Identität und Sprache gewertet und führten zu einem politischen Beben, antibulgarischen Äußerungen von Politikern aller Parteien und antibulgarischen Protesten, welche von der oppositionellen VMRO-DPMNE organisiert wurden. Auch seine Position innerhalb der SDSM wurde geschwächt: Die „alte Garde“ (SDSM ist die Nachfolgepartei des Bundes der Kommunisten Mazedoniens) und führende Politiker wie Branko Crvenkovski stellten sich öffentlich gegen ihn und positionierten sich gegen eine Annäherung an Bulgarien (nach dem Zweiten Weltkrieg verfolgten die Kommunisten Jugoslawiens eine gezielte De-Bulgarisierungspolitik innerhalb der Sozialistischen Jugoslawischen Republik Mazedonien in allen Bereichen, siehe z. B. Gesetz zum Schutz der mazedonischen nationalen Ehre). Eine Unterstützung und somit die Aufhebung der Blockade machte jedoch die bulgarische Regierung, im Einklang mit der Erklärung vom März 2020 des Europäischen Rates, von dem Erzielen greifbarer Ergebnisse bei der Umsetzung des Freundschafts- und Nachbarschaftsvertrages abhängig. Auch der Vorschlag Zaevs Mitte 2021, die nordmazedonischen Schulbücher und die Denkmäler aus der Zeit des Kommunismus in Bezug auf Bulgarien zu reformieren, stieß auf größere parteiinterne Kritik. Er wurde daraufhin in vielen Medien für alle seine Positionen gegenüber Bulgarien scharf attackiert und am Ende wurde der Vorschlag nicht umgesetzt.
Als sich nach der Ersten Runde bei den Kommunalwahlen 2021 erhebliche Verluste seiner sozialdemokratischen Partei SDSM abzeichneten, kündigte Zaev im Falle einer Niederlage bei der Stichwahl in der Hauptstadt Skopje seinen Rücktritt an. Als sich dennoch bei den Stichwahlen am 31. Oktober die schlechten Ergebnisse der Vorrunde bestätigten und die Wahl in Skopje durch die Unabhängige Danela Arsovska gewonnen wurde, kündigte Zaev am Abend an, von seinen Ämtern als Ministerpräsident und Parteivorsitzender zurückzutreten. Da Zaev seinen Rücktritt bis zum 8. November nicht ins Parlament einbrachte, brachte die größte oppositionelle Partei, die VMRO-DPMNE, ein Misstrauensvotum ein. Am Tag darauf entschied die Parteiführung der SDSM, die Rücktritte Zaevs als Ministerpräsident und Parteivorsitzender zu verschieben, um dadurch die Mehrheit der Partei im Parlament nicht zu gefährden.

### Privates
Zoran Zaev ist verheiratet. Mit seiner Frau Zorica Zaeva hat er zwei Kinder.